# Renato De Sanzuane
Renato De Sanzuane (Venezia, 5 marzo 1925 – Venezia, 23 luglio 1986) è stato un pallanuotista italiano, vincitore di una medaglia di bronzo all'olimpiade di Helsinki 1952 e agli europei di Torino 1954.. 
Inizia la sua carriera da nuotatore e pallanuotista alla R.N. Ferrovieri di Venezia, poi disputa tre campionati con la Canottieri Olona ed uno con la Triestina Nuoto. Successivamente si trasferisce al Camogli per sei stagioni, dove vince tre scudetti. Dal 1960 al 1979 gioca e allena la Mestrina Nuoto.